# Bolesław Rossiński
Bolesław Rossiński (ur. 18 sierpnia 1903 w Petersburgu, zm. 31 stycznia 1995) – polski inżynier budownictwa, specjalista w dziedzinie mechaniki gruntów i fundamentowania, profesor Politechniki Łódzkiej.

## Życiorys
Urodził się w 1903 roku w Petersburgu, do Polski przybył w 1920 roku, gdzie kontynuował edukację rozpoczętą w polskim gimnazjum w Moskwie. Ukończył prestiżowe Liceum Realne W. Giżyńskiego w Warszawie. W 1932 roku uzyskał dyplom inżyniera dróg i mostów na Wydziale Inżynierii Lądowej Politechniki Warszawskiej.
W latach 1933–1937 pracował na Wybrzeżu w firmie budującej umocnienia wojskowe, w tym m.in. na Helu. Od 1937 roku do wybuchu II wojny światowej prowadził własną firmę budowlaną i brał udział m.in. w budowie fabryki prochu strzelniczego w Jaśle.
W czasie wojny, po kampanii wrześniowej, którą odbył w stopniu podporucznika rezerwy w 7 pułku piechoty Legionów w Chełmie Lubelskim, w 1943 roku włączył się do działalności podziemnej i został zaprzysiężony jako żołnierz Armii Krajowej w szeregach 27 Wołyńskiej Dywizji Piechoty AK.
W 1944 roku działał w Okręgu Lublin AK pod pseudonimami „Irena” oraz „Tadeusz”, gdzie  dowodził specjalnym oddziałem Kedywu w celu prowadzenia ćwiczeń zbrojnych na terenie miasta. Na skutek dekonspiracji został aresztowany 17 listopada 1944 wraz z innymi żołnierzami AK i skazany na śmierć pod zarzutem przygotowywania zamachu na Bolesława Bieruta – prezydenta Krajowej Rady Narodowej. Bolesław Rossiński uniknął egzekucji, a po pewnym czasie zamieniono mu karę śmierci na wieloletnie więzienie. Po kolejnych amnestiach wyszedł na wolność w końcu 1946 roku.
Pracę zawodową wznowił w Szczecinie przy odbudowie portu oraz rozpoczął pracę naukowo-dydaktyczną w Wyższej Szkole Inżynierskiej. W latach 1949–1952 był kierownikiem katedry, a także piastował funkcję dziekana Wydziału Inżynierii. W 1956 roku został docentem. W roku 1956 organizował Katedrę Mechaniki Gruntów i Fundamentowania Politechniki Łódzkiej. W 1964 roku otrzymał tytuł profesora nadzwyczajnego. W latach 1959–1961 był prodziekanem, a latach 1963–1965 dziekanem Wydziału Budownictwa Lądowego Politechniki Łódzkiej. W związku z reorganizacją struktury Wydziału w roku 1970 został dyrektorem Instytutu Inżynierii Komunalnej. W 1973 roku odszedł na emeryturę.
Położył ogromne zasługi dla rozwoju mechaniki gruntów i fundamentowania w Polsce. Jest autorem 4 podręczników, 4 skryptów, kilkudziesięciu artykułów i referatów. Wypromował dwóch doktorów.
Za swoją pracę otrzymał w 1956 roku Order Odrodzenia Polski. W 1991 roku został odznaczony Krzyżem Armii Krajowej. W roku 1993 został nadany mu doktorat honoris causa Politechniki Łódzkiej.